# Unser Lieben Frauen (Loburg)

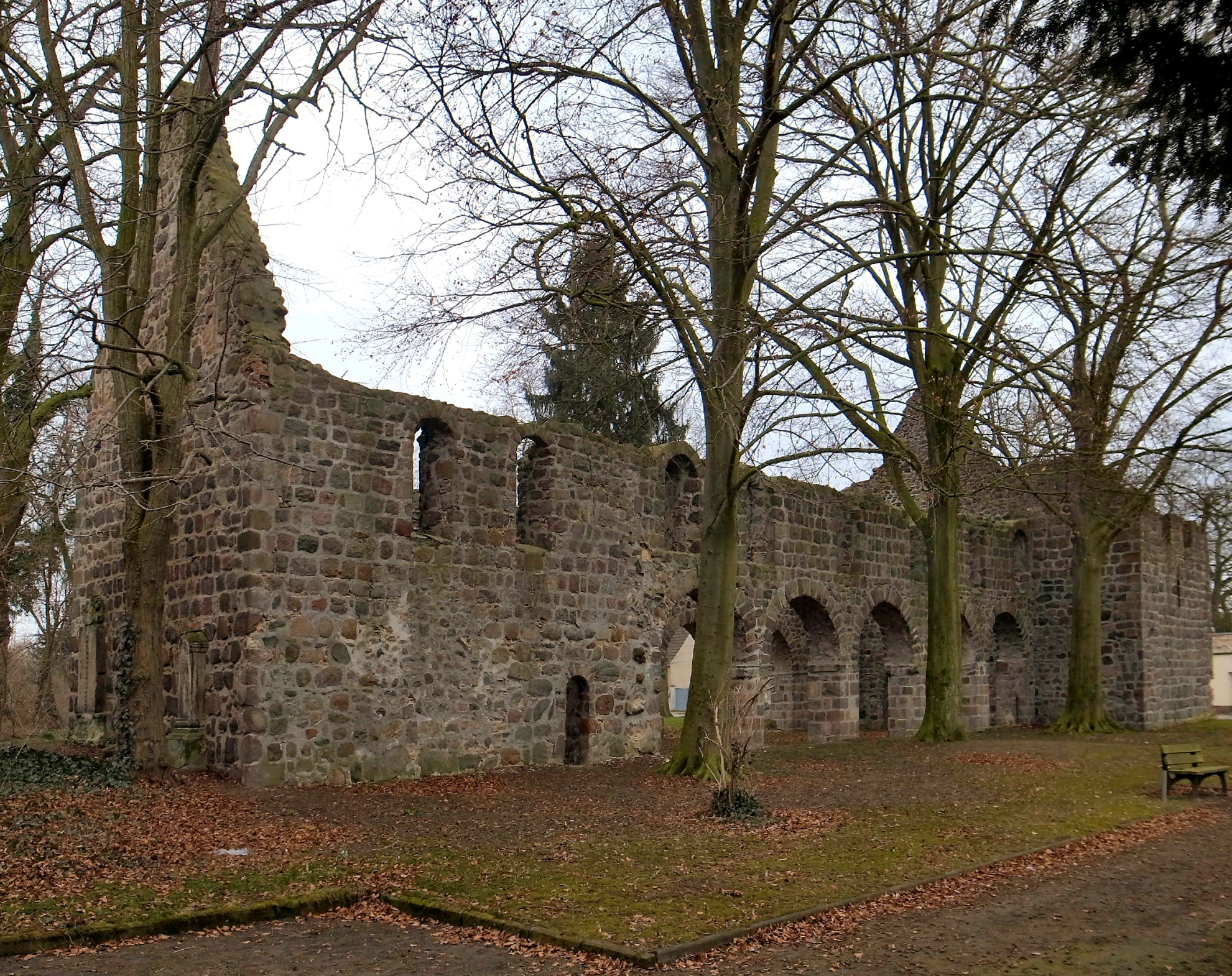
Ruine der Kirche Unser Lieben Frauen

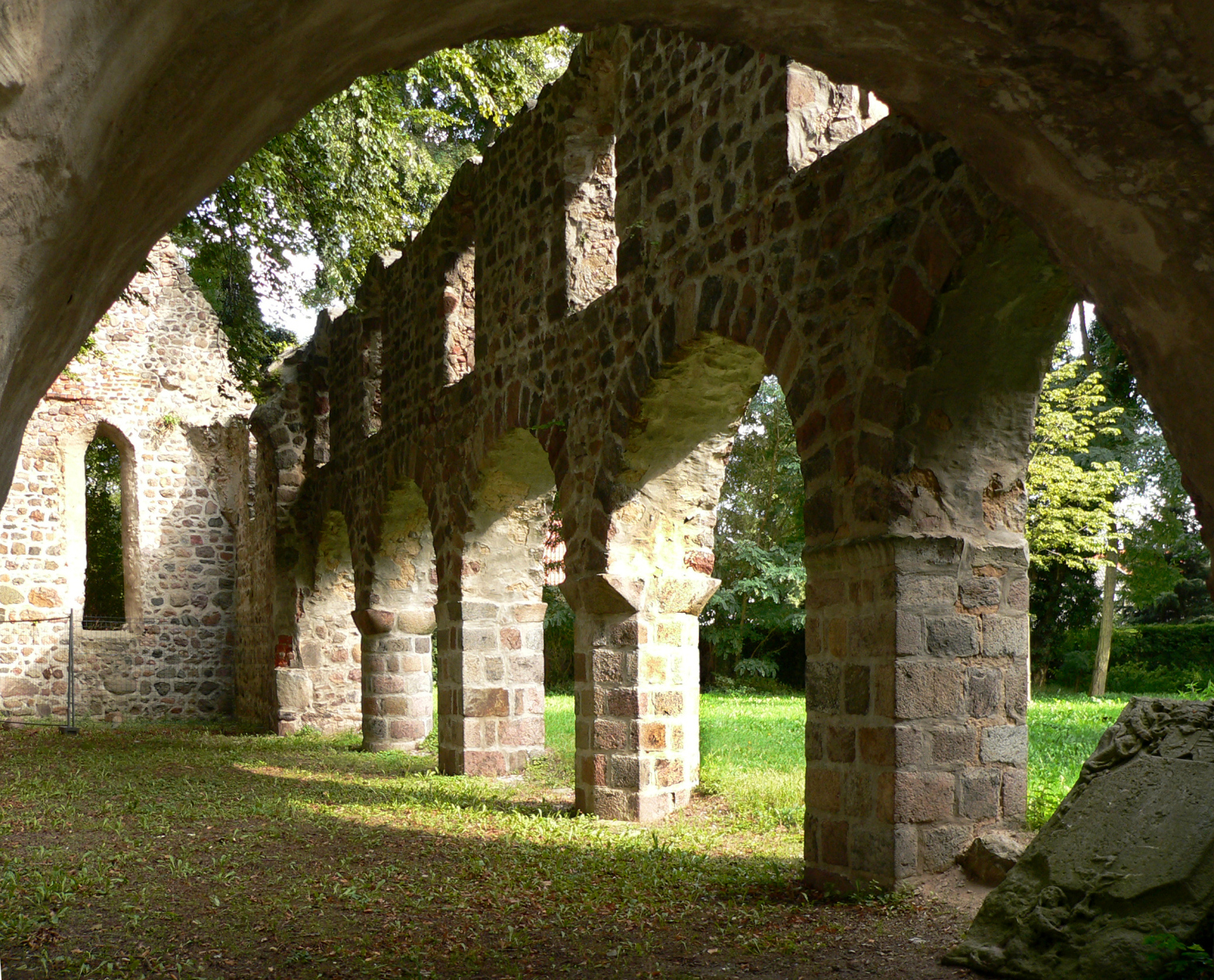
Das Innere der Kirchenruine

Die Kirche Unser Lieben Frauen in der Stadt Loburg, heute eine Ortschaft und ein Ortsteil von Möckern, entstand Ende des 12. Jahrhunderts und war die ursprüngliche Kirche des damaligen Dorfes Ziemitz. Heute handelt es sich um eine Ruine.

## Geschichte
Die aus Feldsteinen errichtete dreischiffige Pfeiler- bzw. Säulenbasilika stand im Dorf Ziemitz. Beim  Zusammenschluss mit Möckernitz 1207 zu Loburg blieb die Kirche außerhalb der Stadtbefestigung. So war sie den im Lande herumziehenden plündernden und raubenden Horden ausgeliefert. Das Gotteshaus wurde damals aufgegeben und verfiel. Ein Kirchenvisitationsprotokoll von 1562 in Loburg erwähnte eine wüste Kirche vorm Tor.
1601 versuchte die Ehefrau des Rittergutsbesitzers, Anna von Wulffen, der Kirchenruine neues Leben einzuhauchen. Sie ließ das Gebäude soweit reparieren, dass in ihm wieder Gottesdienste gefeiert werden konnten. Da man dabei die Pfeilerbögen zumauerte, verlor die Kirche viel von ihrer früheren Schönheit. Offenbar plante die Familie von Wulffen, die Liebfrauenkirche zu ihrer Begräbnisstätte zu machen. Das führte zu Auseinandersetzungen mit der ebenfalls in Loburg ansässigen Rittergutsfamilie von Barby. Schließlich konnten die von Wulffen durchsetzen, dass ihnen der Turm als Erbbegräbnisstätte überlassen wurde.
Während der napoleonischen Kriege benutzten die Franzosen die Kirche erst als Pulvermagazin, später als Gefangenenlager. Nach einer kurzen Episode als Leichenhalle wurde das Gebäude erneut aufgegeben und verfiel abermals. Erst nach 1990 nahm sich die Stadt wieder der Kirche an und restaurierte sie, sodass sie als Station in die Straße der Romanik aufgenommen werden konnte. 
An der Ostseite der Kirche befindet sich das Mausoleum der Familie von Wulffen.

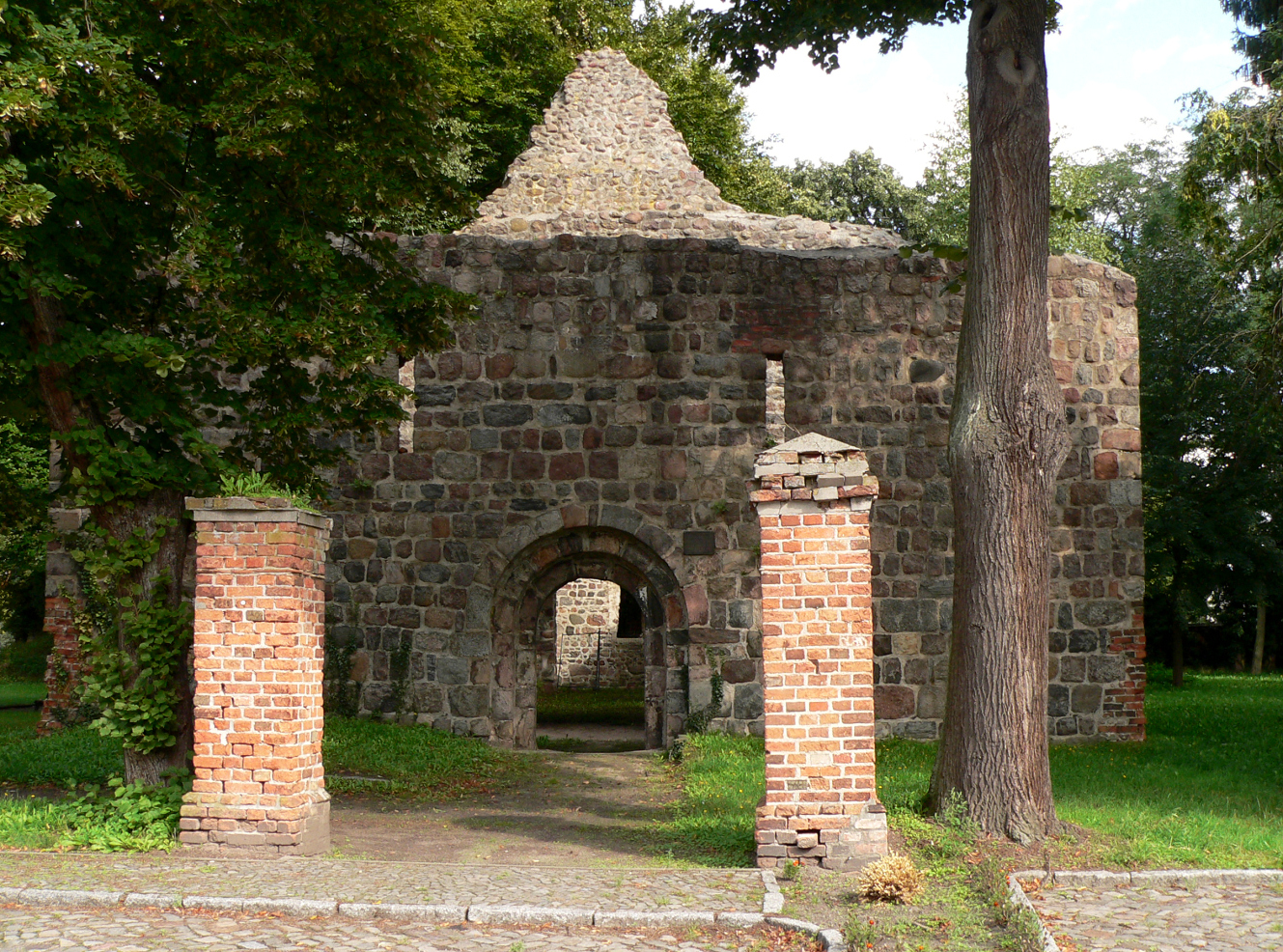
Eingangsseite
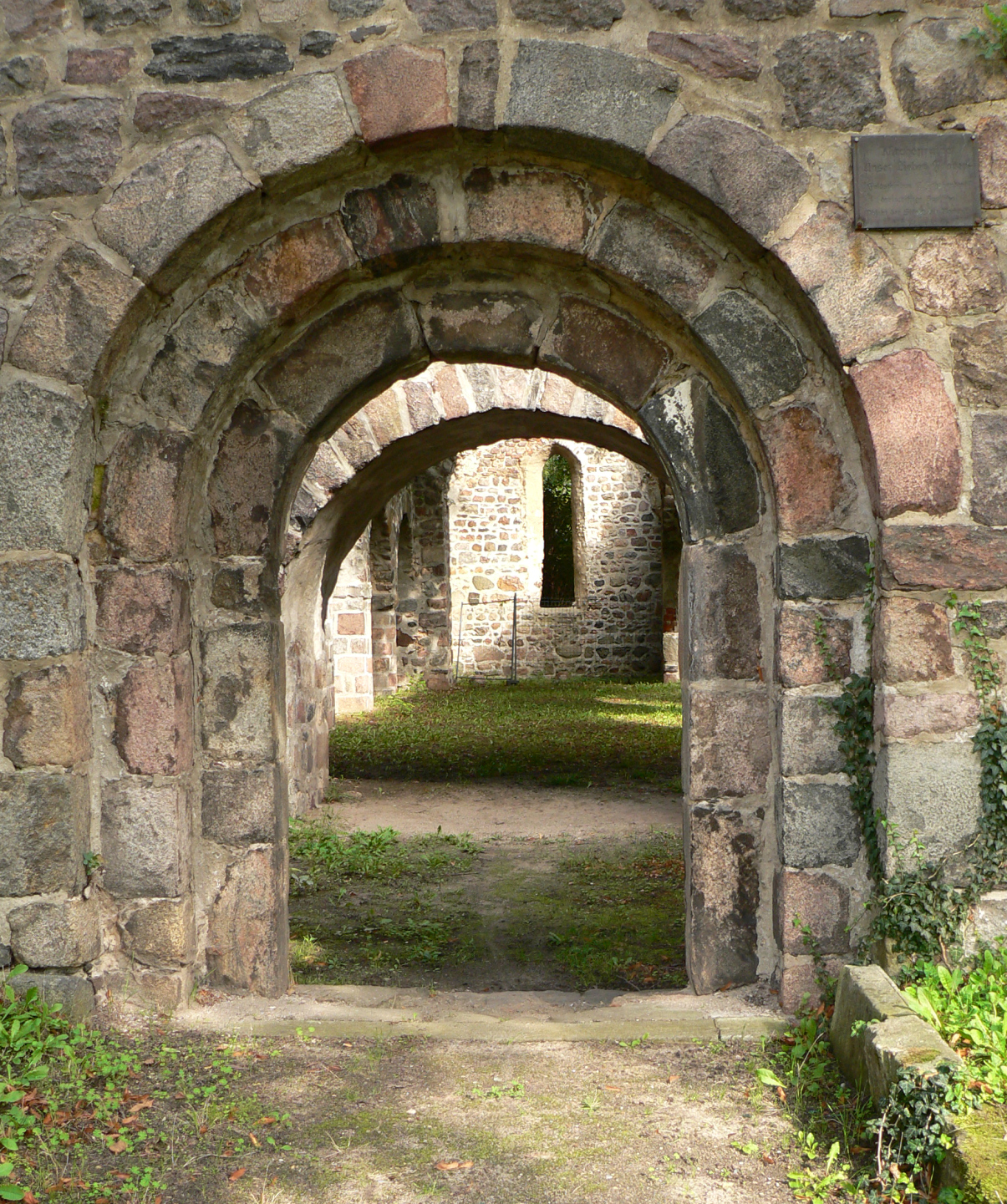
Eingang mit Blick in den Innenraum
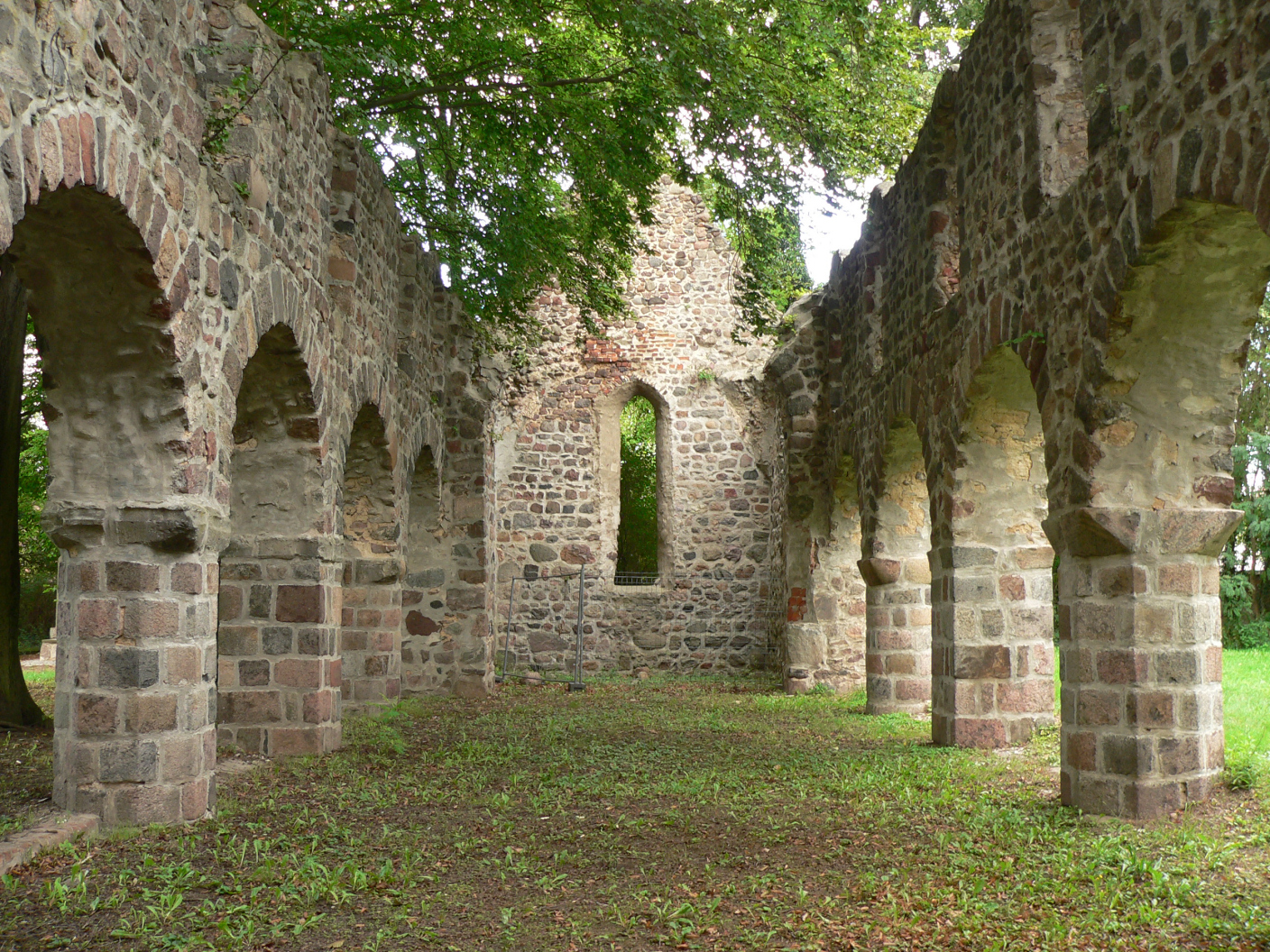
Innenraum
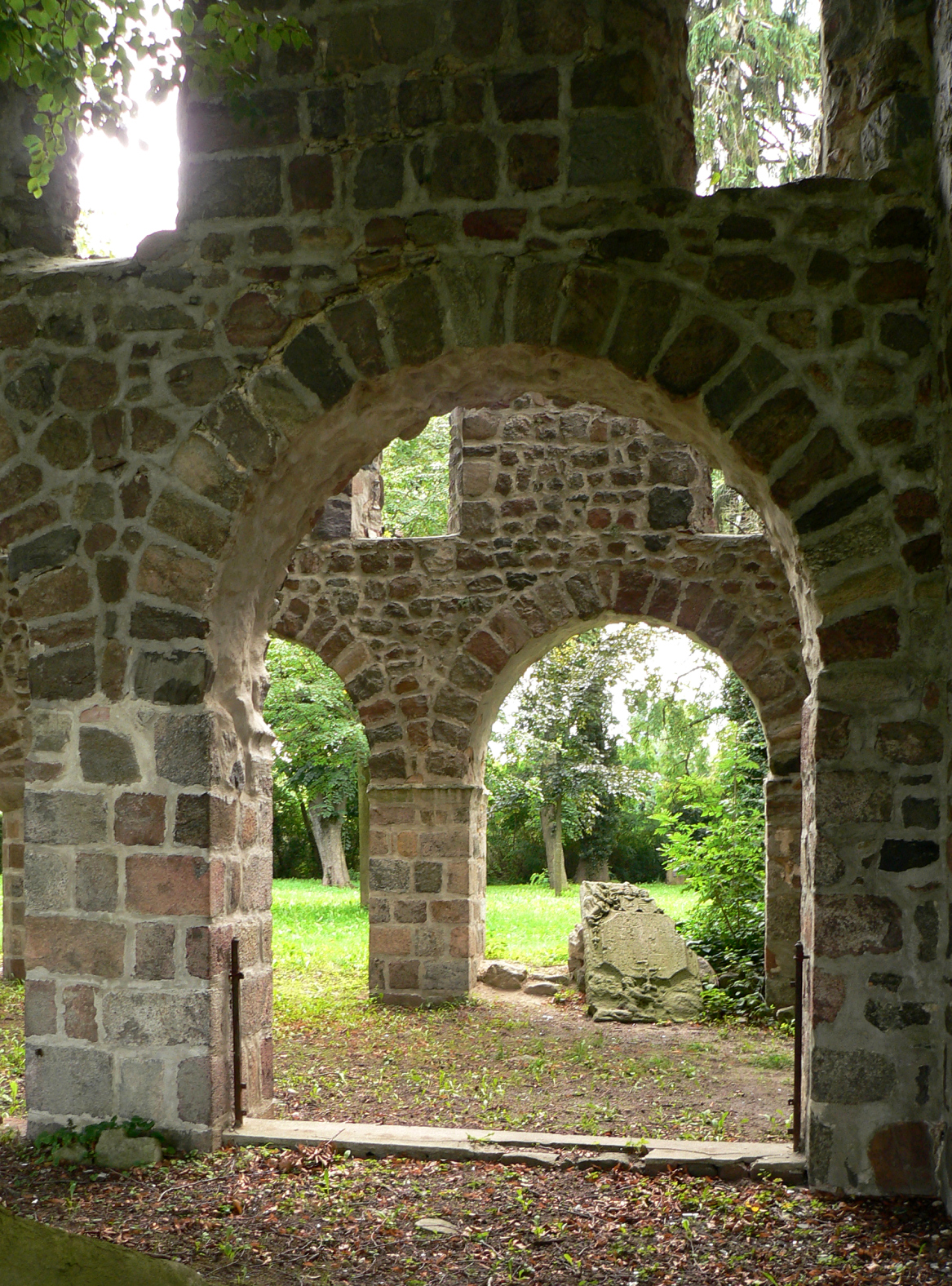
Rundbögen